# Life in Pieces
Life in Pieces ist eine US-amerikanische Sitcom, welche von Justin Adler für den amerikanischen Fernsehsender CBS produziert wird. Im Mittelpunkt der Serie steht die Großfamilie Short-Hughes, deren Geschichte pro Folge aus Sicht von vier verschiedenen Personen in Form von Kurzgeschichten erzählt wird. Die deutschsprachige Veröffentlichung findet seit dem 8. September 2016 beim Video-on-Demand-Anbieter Amazon Video statt.
Im Mai 2016 wurde die Serie um eine zweite Staffel mit 22 Folgen verlängert. Am 23. März 2017 verlängerte man die Serie um eine dritte Staffel, die auch wieder 22 Folgen umfasst. Am 12. Mai 2018 verlängerte der Sender die Serie um eine vierte Staffel, die nur noch 13 Folgen umfassen wird. CBS gab am 11. Mai 2019 das Ende der Serie zum Erscheinen der 4. Staffel bekannt.

## Stil
Die Handlung der Serie wird pro Folge in vier Kurzgeschichten erzählt, wobei immer eine andere Person aus einem Zweig der drei Generationen der Familie Short-Hughes den Mittelpunkt bildet.

## Besetzung
Die Synchronisation der Serie wurde bei der EuroSync nach Dialogbüchern von Heike Schroetter und Frank Turba unter der Dialogregie von Schroetter, Turba, Ina Gerlach und Dieter B. Gerlach erstellt.

### Hauptbesetzung
| Rolle                      | Schauspieler      | Hauptrolle (Episoden) | Synchronstimme                                                  |
| -------------------------- | ----------------- | --------------------- | --------------------------------------------------------------- |
| John Short                 | James Brolin      | 1.01–4.13             | Jürgen Kluckert (Staffel 1) Reinhard Scheunemann (ab Staffel 2) |
| Joan Short                 | Dianne Wiest      | 1.01–4.13             | Katharina Lopinski                                              |
| Greg Short                 | Colin Hanks       | 1.01–4.13             | Sven Gerhardt                                                   |
| Heather Hughes, geb. Short | Betsy Brandt      | 1.01–4.13             | Heide Domanowski                                                |
| Matt Short                 | Thomas Sadoski    | 1.01–4.13             | Nico Mamone                                                     |
| Jen Short                  | Zoe Lister-Jones  | 1.01–4.13             | Patrizia Carlucci                                               |
| Tim Hughes                 | Dan Bakkedahl     | 1.01–4.13             | Uwe Büschken                                                    |
| Colleen Brandon Ortega     | Angelique Cabral  | 1.01–4.13             | Bianca Krahl                                                    |
| Tyler Hughes               | Niall Cunningham  | 1.01–4.13             | Niclas Lutz (Staffel 1) Marco Eßer (ab Staffel 2)               |
| Samantha Hughes            | Holly J. Barrett  | 1.01–4.13             | Aliana Schmitz                                                  |
| Sophia Hughes              | Giselle Eisenberg | 1.01–4.13             | Anna Brandes                                                    |
| Clementine                 | Hunter King       | 2.01–4.13             | Marieke Oeffinger                                               |

### Nebenbesetzung
| Rolle                | Schauspieler | Nebenrolle (Episoden) | Synchronstimme                      |
| -------------------- | ------------ | --------------------- | ----------------------------------- |
| Chad                 | Jordan Peele | 1.01, 1.04, 1.06      | Fabian Oscar Wien                   |
| Clementine           | Hunter King  | 1.05, 1.11, 1.13      | Marieke Oeffinger                   |
| Gary Timpkins        | Martin Mull  | 1.08, 1.12            | Reinhard Kuhnert, Dieter B. Gerlach |
| Sharon „Gigi“ Pirkle | Ann Guilbert | 1.15, 1.22            |                                     |

## Produktion und Ausstrahlung
Nachdem der Pilot zur Serie bestellt wurde, wurden im Februar 2015 der aus der Serie Fargo bekannte Schauspieler Colin Hanks und die aus Breaking Bad bekannte Betsy Brandt für zwei der zentralen Hauptrollen verpflichtet. Anfang Mai 2015 bestellte CBS offiziell eine 13-teilige erste Staffel zum Pilot.
Die Ausstrahlung der Serie begann am 21. September 2015 auf CBS. Ende Oktober 2015 stockte der Sender die Episodenanzahl der Serie durch die sogenannte Back nine order auf 22 auf.
In  Deutschland ist die Serie seit dem 8. September 2016 beim Video-on-Demand-Anbieter Prime Video abrufbar. Die Free-TV-Ausstrahlung erfolgt ab Januar 2019 auf Comedy Central.